# Terrazas del Valle
Terrazas del Valle – miasto w Meksyku, w stanie Kalifornia Dolna.